# Abbazia di Lichtenthal

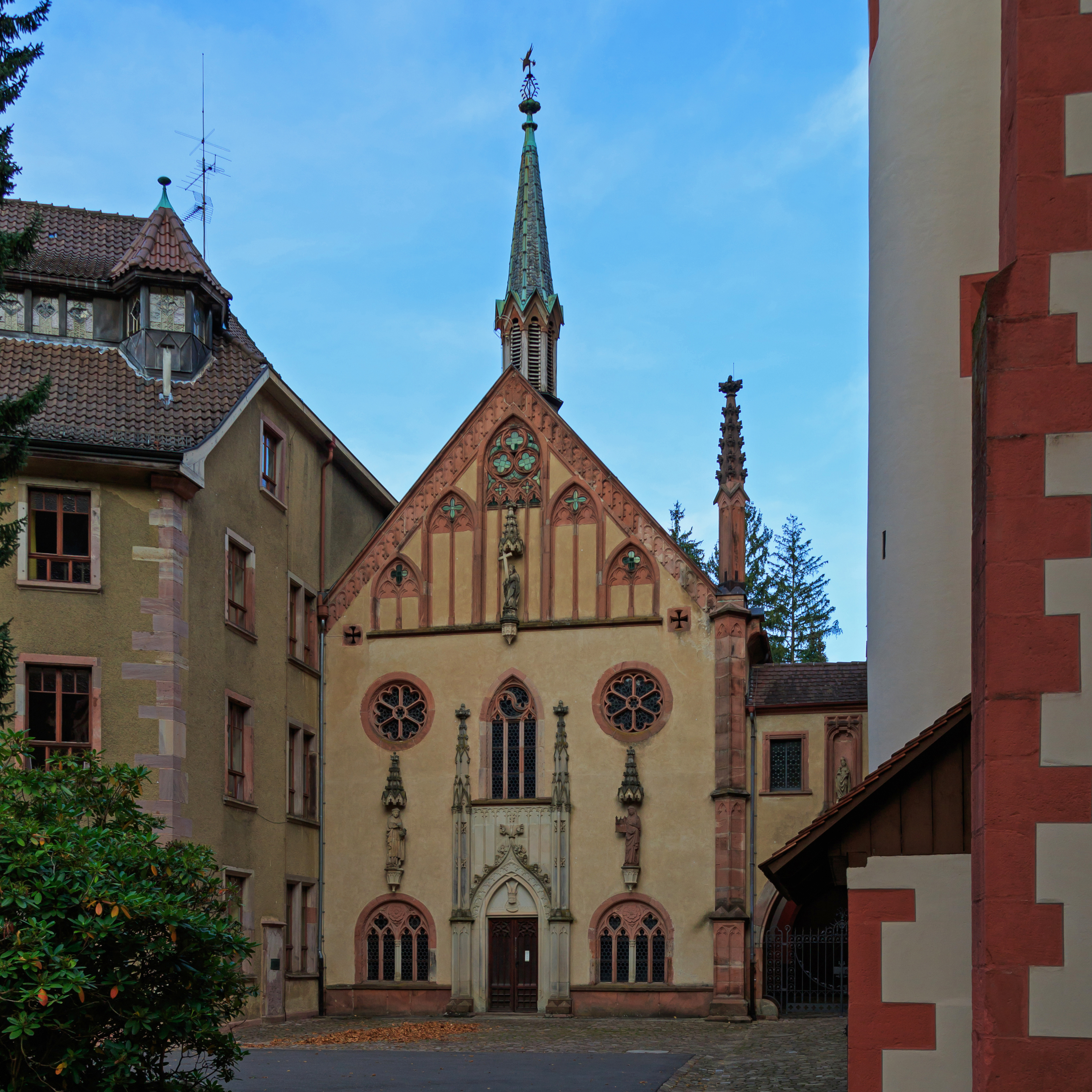
La Cappella del Principe

L'abbazia di Lichtenthal (in tedesco Kloster Lichtenthal) è un monastero femminile cistercense sito a Baden-Baden nel distretto di Karlsruhe, nel Baden-Württemberg, in Germania.
L'abbazia fu fondata nel 1245 dalla Contessa Ermengarda, vedova del Margravio Ermanno V.
Attualmente l'abbazia fa parte della Congregazione di Mehrerau e la principale attività che vi si svolge è l'insegnamento.

## Storia
La contessa Ermengarda del Reno decise di far costruire il monastero alla morte del marito, il mangravio Ermanno IV. Lei stessa si ritirò con i due figli nel castello di Hohenbaden, che divenne la sua residenza da vedova. Dopo aver ceduto il potere ai figli, si ritirò nel monastero che aveva creato.
La margravia portò nell'ordine cistercense una comunità di donne che esisteva dal 1243 e invitò le monache cistercensi dell'abbazia di Wald a unirsi a loro per completare la comunità. La monaca cistercense Trudinde de Wald, eletta badessa nel 1247, chiese all'abbazia di Cîteaux di incorporare Lichtenthal, con l'appoggio della margravia e dei suoi due figli Ermanno e Rodolfo. Dopo un'ispezione, nel 1248 l'ordine trasferì la paternità all'abbazia di Neuburg in Alsazia. L'abate assistette il vescovo Heinrich von Stahleck di Strasburgo il 3 novembre 1248 quando la chiesa fu consacrata all'Assunzione di Maria.
Fin dall'inizio, l'abbazia beneficiò delle donazioni fatte da Ermanno e Rodolfo alla madre, che la trasferì all'abbazia. La nobiltà e i ricchi borghesi che mandavano le loro figlie al monastero lo dotarono di vari doni, consentendogli di accumulare notevoli beni. La tenuta era progettata per circa 40 persone e la vita era strettamente regolata.
Come molti monasteri, l'abbazia attraversò una crisi nel XV secolo, forse aggravata dal fatto che la popolazione era cresciuta fino a 80 persone. L'ordine attuò quindi una riforma generale, che era stata applicata a Lichtensthal dal 1426. Fu abolita ogni proprietà privata e il monastero tornò a vivere di rendita. Le regole dell'isolamento e della preghiera dovevano essere nuovamente rispettate. Le monache dell'abbazia già riformata di Königsbrück in Alsazia furono inviate a Lichtenthal per far rispettare queste regole. Le prime badesse borghesi furono scelte tra queste monache.
La paternità dell'abbazia, inizialmente affidata all'abbazia di Neuburg, cambiò in base ai cambiamenti dei confini e della politica: all'abate di Neuburg, il visitatore iniziale, divenuto francese, subentrarono quelli di Maulbronn e Herrenalb, poi l'abate di Tennenbach che, dopo un periodo intermedio, mantenne questa paternità fino allo scioglimento di questo monastero nel 1803. Al contrario, l'Abbazia di Lichtenthal inviò gruppi di monache per ripopolare o ampliare monasteri come Friedenweiler e presso Augst.
L'abbazia ebbe la fortuna di sfuggire alla distruzione durante diversi periodi di guerra, in particolare durante la Guerra dei Trent'anni. Durante la Guerra di Successione Palatina (1688-1697), il 24 agosto 1689 le truppe di Luigi XIV incendiarono gran parte di Baden-Baden e Heidelberg, ma il monastero rimase intatto. Le monache più giovani dovettero essere evacuate in monasteri più lontani dalle truppe, in Svizzera o in Svevia.
I "predoni" francesi attaccarono l'abbazia nell'agosto 1734, durante la guerra di successione polacca, ma furono respinti. Le truppe francesi occuparono la regione nel 1796, ma non distrussero il monastero.
Quando l'abbazia fu secolarizzata nel 1803, tornò al Margravio di Baden, insieme all'Abbazia di Allerheiligen. Il Margravio volle mantenere la cappella, luogo di sepoltura dei membri della famiglia, così com'era. Permise all'abbazia di continuare a esistere, ma ne confiscò i terreni e i possedimenti in cambio di un sussidio. Nel 1811, con lo scioglimento di tutte le abbazie cistercensi maschili, il monastero fu separato dall'ordine e subordinato alla legge episcopale. La scuola del monastero fu aperta nel 1815, trasformata nel 1877 in una scuola statale per ragazze e nel 1980 in una scuola co-educativa.

## Descrizione
L'abbazia si trova alla fine della Lichtentaler Allee, una famosa passeggiata di Baden-Baden.
L'ingresso avviene attraverso un portale del 1781. Gli edifici, disposti in un grande triangolo, comprendono gli edifici conventuali e amministrativi e una scuola, oltre alla chiesa abbaziale, una cappella nota come Cappella dei Principi, una cappella eremitica e un pozzo noto come "Pozzo di Maria".
La chiesa abbaziale è in stile gotico. Il coro risale al XIV secolo e la navata al XV secolo. Contiene un crocifisso, un pulpito in pietra scolpita, una Vergine con Bambino, un dipinto della crocifissione, vetrate nel coro e stalli del coro in legno intagliato. Fu verso la fine del XV secolo, su iniziativa della badessa Margaretha von Baden, che le opere d'arte tardogotiche furono installate nella chiesa.
La Cappella dei Principi fu costruita nel 1288 e fu utilizzata fino al 1372 come luogo di sepoltura del Margraviato di Baden. Ospita anche la tomba del fondatore, la nobildonna Ermengarda. Oltre ai monumenti funerari, all'altare maggiore e a diversi altari laterali, la cappella ospita la "Madonna con la chiave" (in tedesco Schlüsselmadonna). Si tratta di una statua della Vergine e del Bambino. È così chiamata perché le vengono affidate le chiavi del monastero nei momenti di pericolo. Ad oggi, il monastero è sopravvissuto a tutti gli attacchi senza subire danni. Le tre statue che si vedono sopra il portale della Cappella dei Principi provengono dal convento di Allerheiligen e raffigurano Sant'Elena al centro, Gerungus, il primo abate di Allerheiligen, a sinistra, e Uta di Schauenburg a destra, fondatrice del convento di Allerheiligen e parente di Ermengarda.
La cappella dell'eremita, costruita nel 1678, è utilizzata dalle monache come cappella cimiteriale.
Un'ampia collezione di manoscritti dell'abbazia si trova in parte nel monastero e in parte nella Badische Landesbibliothek. Si tratta di libri liturgici, canti e preghiere dal XIII al XV secolo, provenienti da Neuburg, Maulbronn e Herrenalb, e dallo scriptorium di suor Regula, codici alemanni del XV secolo per il rinnovamento della spiritualità e libri di preghiere di varie "mani". Nel XVI secolo, l'Araldo del Divino Amore di Gertrude di Helfta fu tradotto dal latino in alemanno dalla badessa Veus.

## Galleria d'immagini

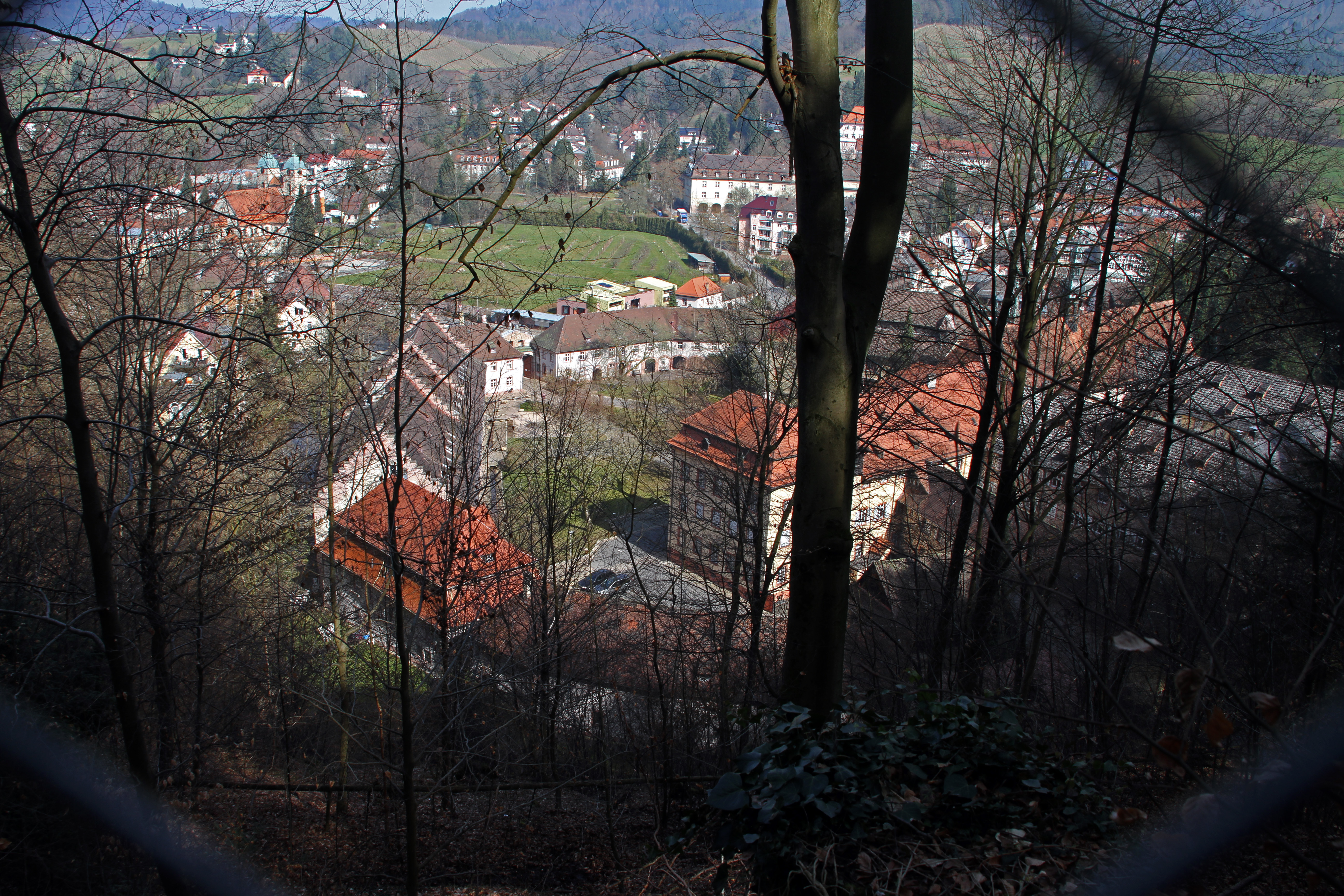
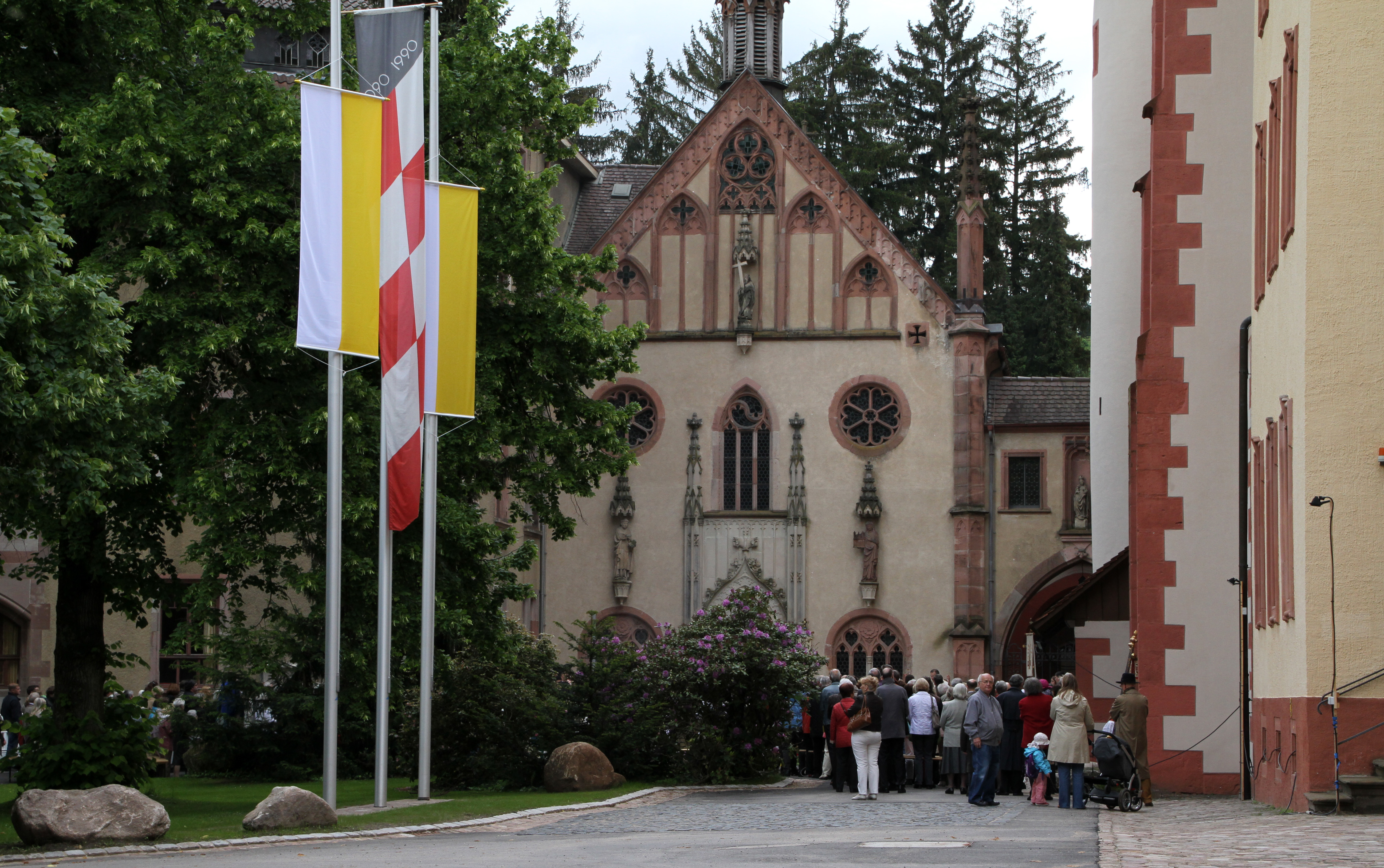
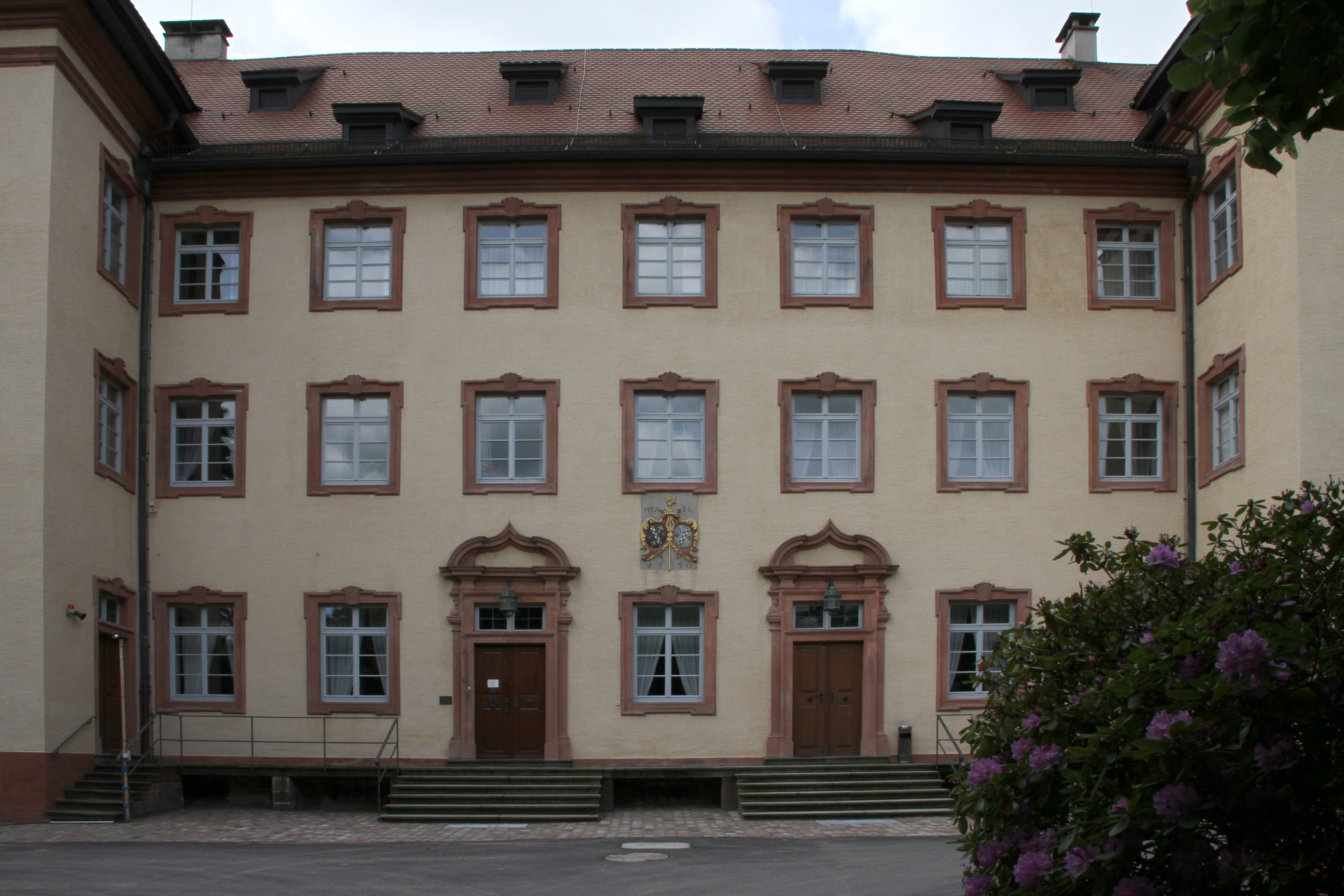
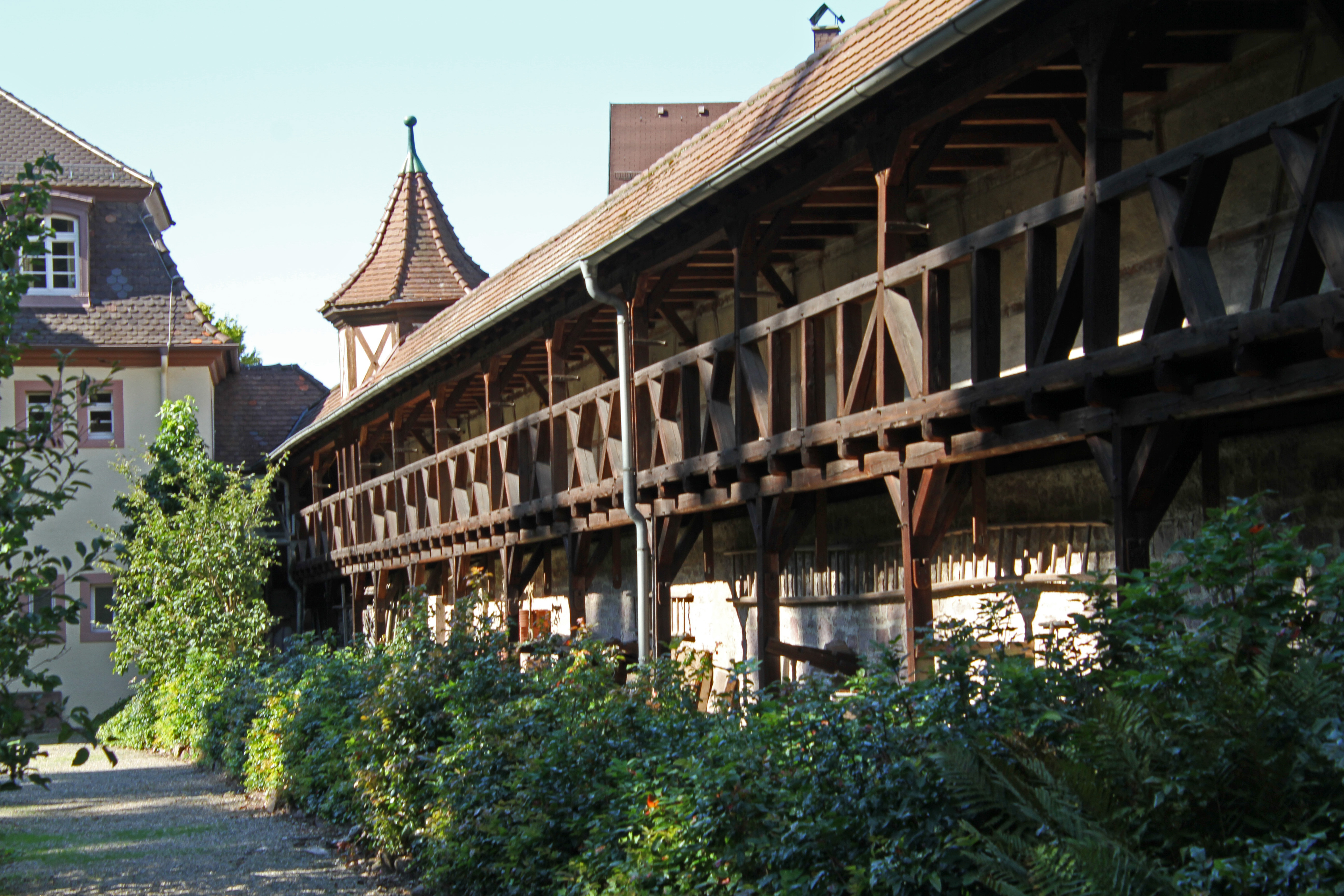
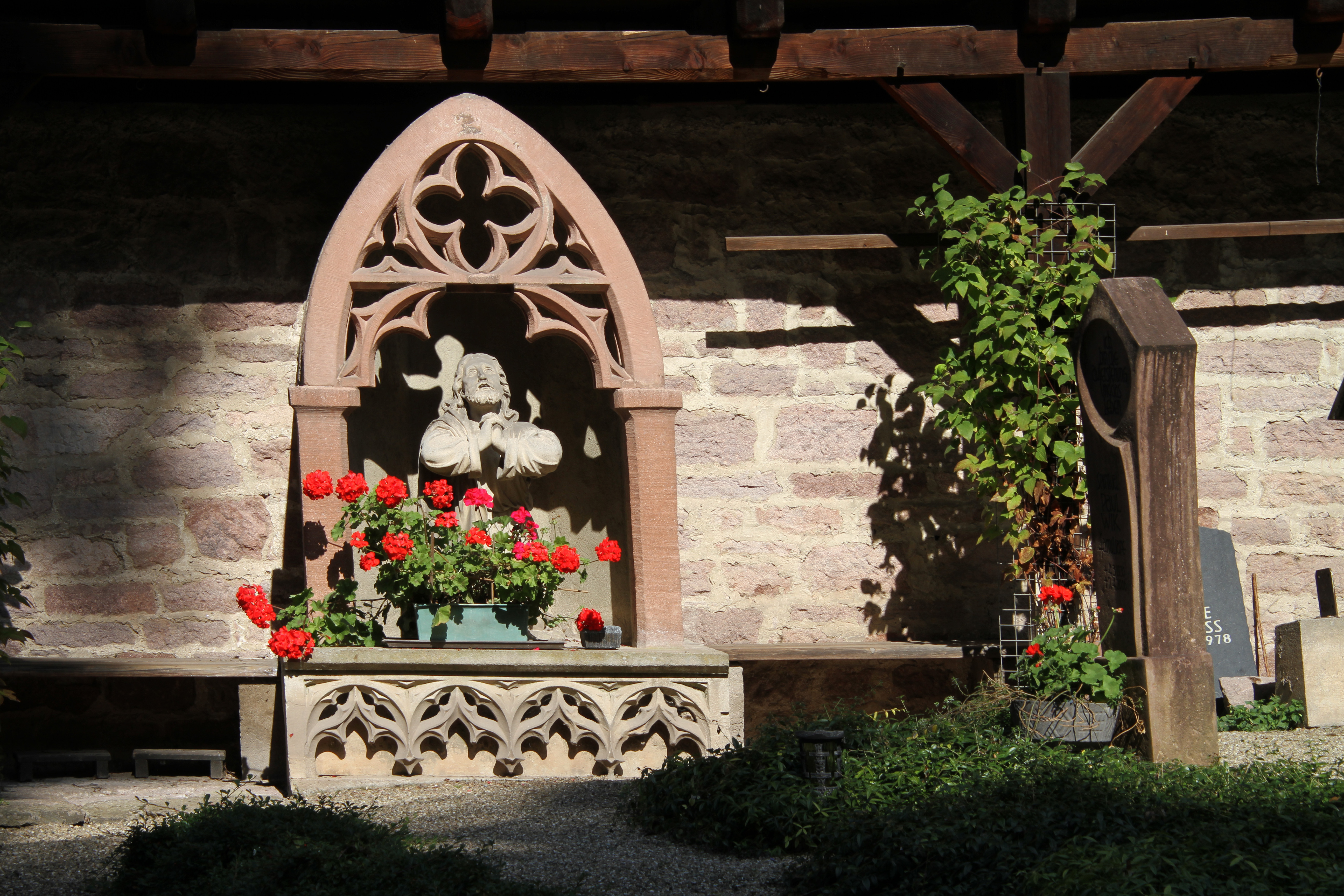
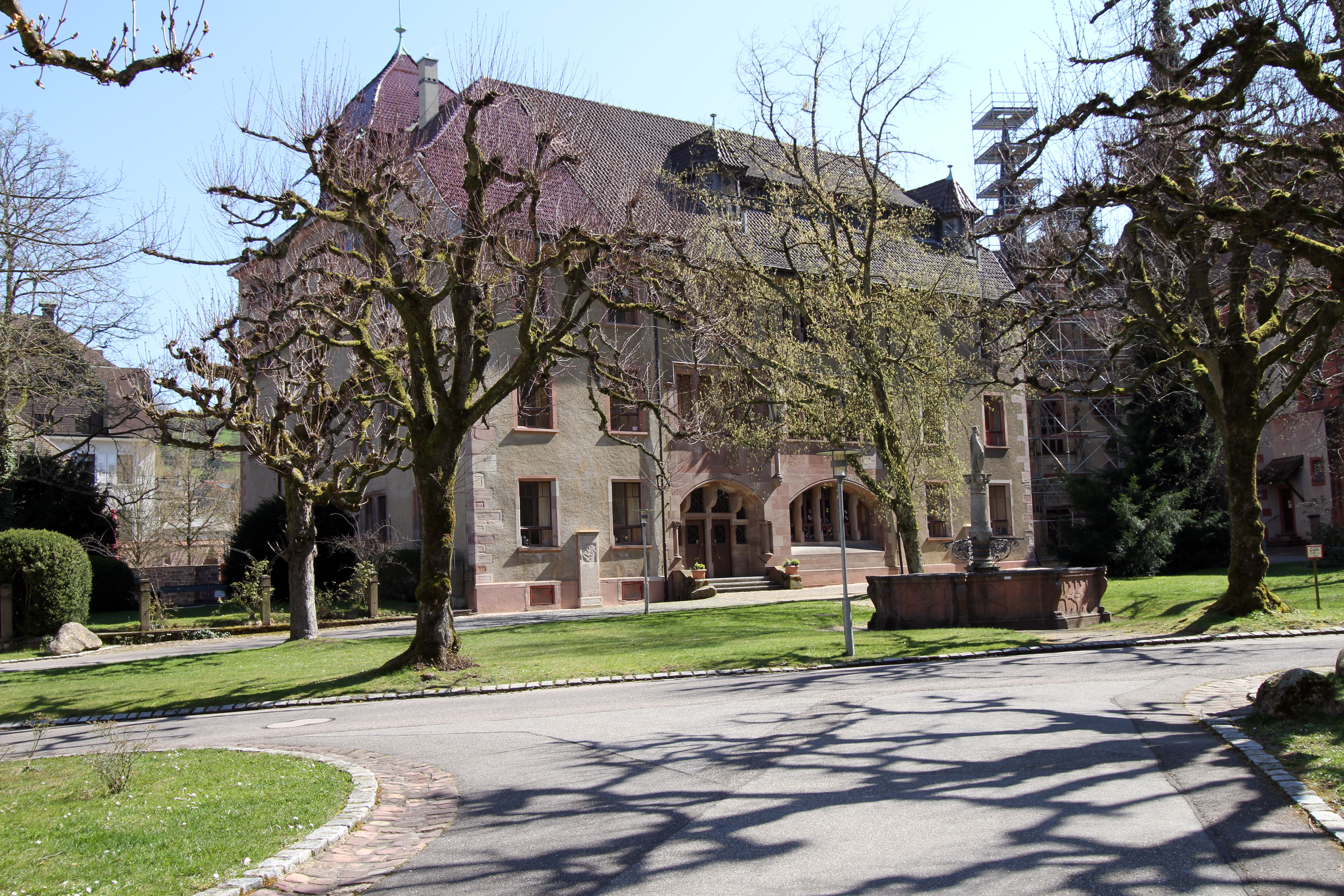
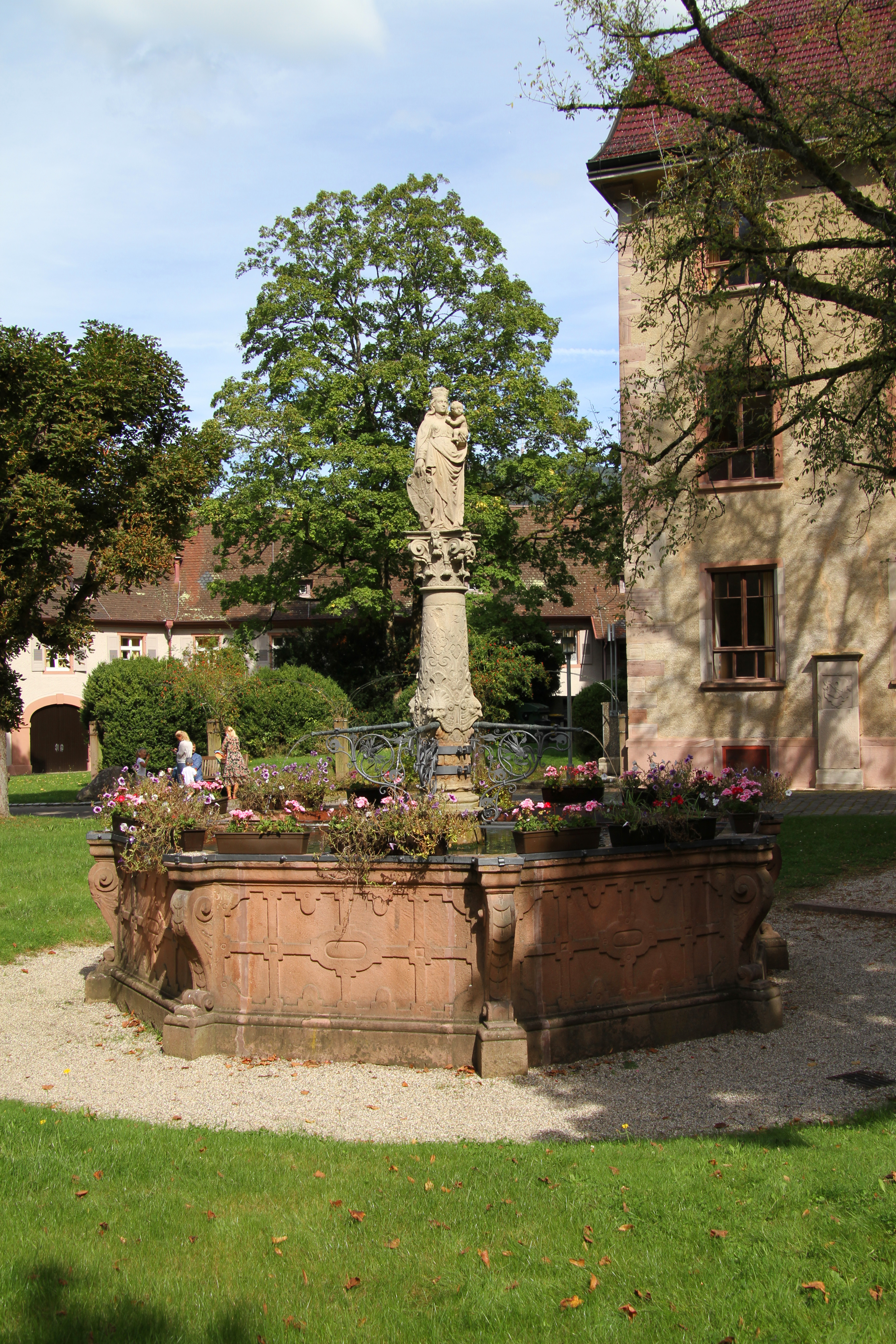
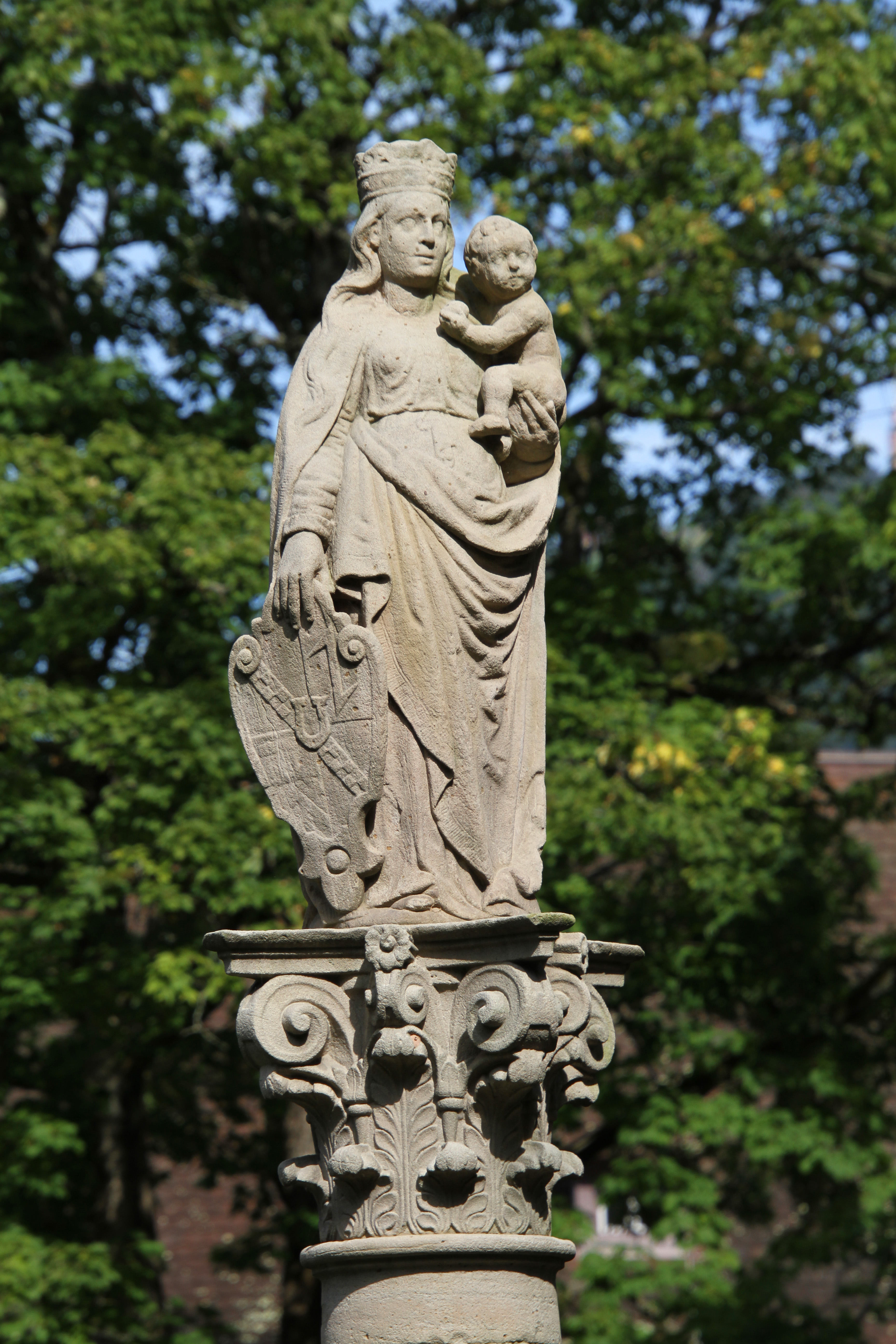